# Endertia spectabilis
Genre
Espèce
Endertia spectabilis  est une espèce de plantes à fleurs dicotylédones de la famille des Fabaceae, sous-famille des Caesalpinioideae, originaire d'Asie du Sud-Est. C'est l'unique espèce acceptée du genre Endertia (genre monotypique).